# Londens kabinet
Met Londens kabinet worden de vier kabinetten aangeduid die tijdens de Tweede Wereldoorlog samen met koningin Wilhelmina de Nederlandse regering in ballingschap vormden, die gezeteld was in Londen.

## Inleiding
In augustus 1939 werd het vijfde kabinet-Colijn opgevolgd door het kabinet-De Geer II, waarin voor het eerst sociaaldemocraten waren opgenomen. Kort na het aantreden van het kabinet werd het Nederlandse leger gemobiliseerd. Een paar weken later brak de Tweede Wereldoorlog uit. Nederland bleef neutraal, tot de Duitse inval in het volgende jaar.

## Overdracht van het gezag en vertrek
Op 10 mei 1940 om 9 uur, enkele uren na de Duitse inval in Nederland, vertrokken minister van Buitenlandse Zaken Van Kleffens en minister van Koloniën Welter vanaf het strand van Scheveningen  per watervliegtuig van de Marineluchtvaartdienst naar Londen.
Op 13 mei 1940 vertrok koningin Wilhelmina met de Britse torpedobootjager HMS Hereward uit Hoek van Holland. Zij kwam later die dag aan in Engeland.
Op 13 mei 1940 vertrokken ook de resterende ministers uit het tweede kabinet-De Geer naar Hoek van Holland om van daar met een Engelse torpedobootjager naar Londen te gaan, behalve minister van Handel, Nijverheid en Scheepvaart Max Steenberghe en minister van Landbouw en Visserij Arie Adriaan van Rhijn, die in eerste instantie besloten te blijven.
Dezelfde dag droeg minister Steenberghe, uit naam van de koningin en het kabinet, het regeringsgezag in Nederland over aan Henri Winkelman en verzocht hij de secretarissen-generaal (SG's) zich naar de aanwijzingen van Winkelman te gedragen. Op verzoek van de overige ministers gingen Steenberghe en Van Rhijn alsnog naar Hoek van Holland om toch mee te gaan naar Londen. Secretaris-generaal Johannes Regnerus Maria van Angeren van Justitie vreesde de Duitsers omdat hij als SG voorstander was van hard optreden tegen de nationaalsocialisten en ging daarom ook mee. Waarnemend SG werd Jan Coenraad Tenkink. Later, in 1942, werd Van Angeren in Londen minister van Justitie.

## Regering
De regering vestigde zich dus in Londen. Doordat er in Londen geen parlementaire controle was, kon de koningin een belangrijk stempel op het kabinet drukken. Wegens de weinig strijdlustige houding van De Geer bewerkstelligde zij in september 1940 diens vervanging door Gerbrandy. Ook nadien moesten diverse ministers het veld ruimen, waarbij Wilhelmina vaak een belangrijke rol speelde.
Voor de kabinetten was de strijd tegen Duitsland (en later ook Japan) de belangrijkste opdracht. Daarnaast richtte het beleid zich op de voorbereiding van het herstel van Nederland na de bevrijding.
Van 1940 tot 1945 verschenen van het Staatsblad van het Koninkrijk der Nederlanden en de Staatscourant twee versies, een van het Londens kabinet en een versie vanuit bezet Nederland. De Londense en naoorlogse staatsbladen van 1940 t/m 1950 hadden ook per jaar een letter, A voor het restant van 1940, t/m K voor 1950. Daarmee zijn ze ook te onderscheiden van de staatsbladen van opperbevelhebber Henri Winkelman, aangegeven met de letter O, en die uitgegeven onder Seyss-Inquart, aangegeven met de letter S.
Omdat er geen parlement was waren er geen wetten in formele zin, alleen Koninklijke besluiten. Op grond van subjectief staatsnoodrecht (dat wil zeggen niet geregeld in de Grondwet) konden deze kracht van wet hebben, dus zaken regelen die in normale tijden alleen bij wet geregeld kunnen worden. Zulke besluiten werden wetsbesluiten genoemd. De Hoge Raad heeft na de oorlog beslist dat deze geldig waren.
Wetsbesluit A1 bepaalde dat de Nederlandse staat tijdelijk eigenaar zou worden van buitenlandse tegoeden en bezittingen van personen en bedrijven die in het bezette Nederland waren gevestigd, waardoor deze niet gedwongen konden worden tegoeden, verkoopopbrengsten, e.d. naar een tussenpersoon in een neutraal land over te maken die deze naar de bezetter zou doorsluizen. De neutrale Europese staten, met name Zwitserland, hielden zich hier in het algemeen niet aan. De Verenigde Staten (VS) daarentegen had door middel van Executive Order 8389 ook al tegoeden in de VS uit bezette gebieden bevroren.
Het Besluit bezettingsmaatregelen (Stb. E 93) van 17 september 1944 bevatte een lijst A van regelingen die geacht werden nooit te hebben bestaan (ze vervielen met terugwerkende kracht, ze waren nietig), een lijst B van regelingen die bij de bevrijding vervielen, en een lijst C van regelingen die voorlopig werden gehandhaafd. Zie ook de gehandhaafde wetten van de Duitse bezetter. Het Besluit Herstel Rechtsverkeer (Stb. E 100) operationaliseerde de terugwerkende kracht van de regelingen op lijst A. Op lijst A stonden onder meer diverse anti-joodse regelingen, zoals de beide Liro-verordeningen. Regelingen van lagere organen zoals provincies en gemeenten werden net als die op lijst C voorlopig gehandhaafd.

## Kabinet-De Geer II (augustus 1939 - september 1940)
Dit was een centrumlinks noodkabinet, waarvan voor het eerst twee leden van de Sociaal-Democratische Arbeiderspartij deel uitmaakten. Het kabinet bestond verder uit ministers van RKSP, CHU, VDB, een ARP'er (zonder partijbinding) en twee partijlozen. Het kabinet werd kort na zijn aantreden geconfronteerd met de dreigende oorlogssituatie en besloot tot mobilisatie.

## Kabinet-Gerbrandy I en II (september 1940 - februari 1945)
Deze kabinetten staan ook bekend als de 'Londense kabinetten', omdat deze de gehele periode in Londen waren. Gerbrandy was als minister-president een onvermoeibaar strijder voor de Nederlandse zaak. Via radiotoespraken inspireerde hij, net als koningin Wilhelmina, het Nederlandse verzet. Er vonden diverse ministerswisselingen plaats, waarbij ook de verhouding tussen ministers en de koningin een belangrijke rol speelde.

## Kabinet-Gerbrandy III (februari - juni 1945)
Dit kabinet trad aan na het uittreden van de sociaaldemocratische ministers uit het tweede kabinet-Gerbrandy. Het werd grotendeels gevormd door personen uit het bevrijde zuidelijke deel van Nederland. Tot de nieuwe bewindspersonen behoorden Louis Beel, Jan de Quay en Franciscus Cornelis Marie Wijffels. Na de bevrijding trad het kabinet af, om de weg vrij te maken voor een nieuw kabinet.